# Stefano de Normandis dei Conti
Stefano de Normandis dei Conti, född i Rom, död 8 december 1254 i Neapel, var en italiensk kardinal.

## Biografi
Stefano utsågs till kardinal år 1216. Han lät restaurera titeldiakonian Santa Lucia in Septisolio. På Stefanos uppdrag uppfördes och dekorerades Oratorio di San Silvestro vid basilikan Santi Quattro Coronati.